# Medalla de Crimea
La Medalla de Crimea (anglès:Crimea Medal) és una medalla de campanya britànica aprovada el 15 de desembre de 1854 per la Reina Victòria, Atorgada a oficials i tropa de les unitats britàniques (de terra i navals) que van lluitar a la Guerra de Crimea de 1854-56 contra l'imperi Rus.
La medalla és notable perquè llueix unes barres extremadament ornades, amb la forma d'una fulla de roure, un estil que no s'ha emprat mai més a la Gran Bretanya. La suspensió de la medalla també és molt florida.
La medalla s'atorgava sense barra a aquells que van ser presents a Crimea però que no van participar en cap de les accions que qualificaven. També es va atorgar a forces aliades franceses. Aquestes medalles, a més de les 5 barres britàniques, sovint s'atorgaven amb barres franceses (no autoritzades): Traktir, Tchernaia, Mer d'Azoff, i Malakof.

## Disseny
Una medalla de plata o bronze, de 36mm de diàmetre. A l'anvers apareix la imatge de la Reina Victòria coronada amb una diadema. Al revers apareix la victòria coronant de llorer a un soldat.
Penja d'una cinta blau cel amb les vores grogues (els colors inversos de la Medalla del Bàltic).

## Barres
Es van autoritzar 5 barres, 
- "Alma" – 20 de setembre de 1854
- "Inkerman" – 5 de novembre de 1854
- "Azoff" – 1854
- "Balaklava" – 25 d'octubre de 1854
- "Sebastòpol" – 1854-55

, però només se'n podien atorgar un màxim de 4.